# Cantone di Tena
Il Cantone di Tena è un cantone dell'Ecuador che si trova nella Provincia del Napo.
Il capoluogo del cantone è Tena.